# Brug 659
Brug 659 is een vaste brug in Amsterdam Nieuw-West.
Zij is gelegen in de Jan Evertsenstraat en overspant het Rembrandtpark. De brug werd aangelegd in een woestenij. Het park was wel al vanaf 1958 gepland, maar het zou nog tot begin jaren zeventig duren voordat het ingericht werd. Het park was al een speelterrein voor kinderen met uitgesleten wandel- en fietspaden, van organisatie was echter nog geen sprake.
In de nazomer van 1966 begon de Dienst de Publieke Werken toch al aan een toekomstbeeld. In het zand werd gebouwd aan Brug 659. Nadat de rijweg van de Jan Evertsenstraat naar het zuiden verplaatst was, kon begonnen worden met de fundering en even later met de betonnen overspanning. In september 1966 had men het idee dat er in november al over de brug, die ook dan nog in het zand lang, gereden kon worden, zodat de straat weer recht (eigenlijk in een kromming) lag in haar route tussen Mercatorplein en de Sloterplas. Bij de inrichting van het park werd het viaduct uitgegraven, waarbij er onder de overspanning een voet- en fietspad werd aangelegd, alsmede een waterweg, zodat het kunstwerk zowel een brug als viaduct werd. Het is tevens een toegang tot het park via diverse trappen. Het stuk waterweg is hier nog kaarsrecht, maar kronkelt vervolgens door het park. Zij blijft in verband met een ander waterpeil gescheiden van de Postjeswetering met wie zij pas bij de schutsluis Westlandgrachtschutsluis samenkomt.

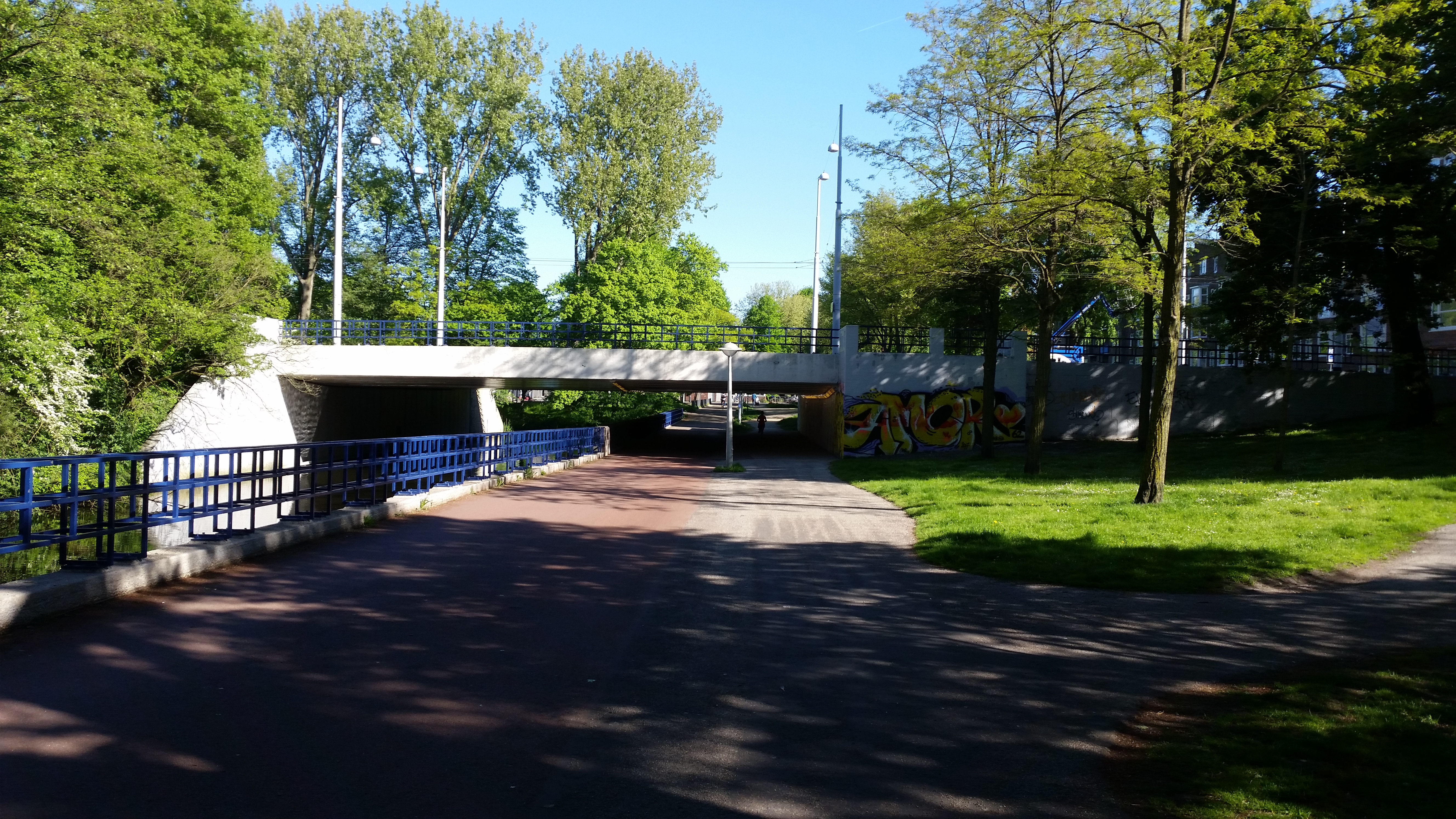
De onderdoorgang van Brug 659 naar het noorden (mei 2018)

Conform de andere ontwerpen van de Dienst der Publieke Werken is de brug uitgevoerd in wit beton, leuningen zijn donkerblauw. Opvallend aan de brug zijn toegepaste reliëfs in het beton en de kubistisch gemodelleerde leuningen, die tussen het beton geplaatst zijn zowel op de overspanning als bij de onderdoorgang. Na oplevering zijn er nauwelijks werkzaamheden aan de brug verricht. Een groot werk was wel de aanleg van tramrails in 1989 voor de zuidwaartse verplaatsing en verkorting van de tramverbinding naar Geuzenveld. Het traject genaamd "de 3 Jannen" kwam op 18 september 1989 voor tramlijn 13 in gebruik. Buslijn 19 die vanaf het begin over de brug heen gereden had verdween toen.
Ten noordwesten van het viaduct staat een elektriciteitshuisje, waarvan het dak versierd is door het kunstwerk Wolk van Han Schuil.
<<< · 600 · 601 · 602 · 603 · 604 · 605 · 606 · 607 · 608 · 609 · 610 · 611 · 612 · 613 · 614 · 615 · 616 · 617 · 618 · 619 · 620 · 621 · 622 · 623 · 624 · 626 · 627 · 628 · 629 · 630 · 631 · 632 · 633 · 634 · 635 · 636 · 637 · 638 · 639 · 643 · 651 · 652 · 653 · 655 · 656 · 657 · 658 · 659 · 660 · 661 · 662 · 663 · 664 · 665 · 666 · 667 · 668 · 669 · 670 · 671 · 673 · 674 · 675 · 676 · 677 · 678 · 679 · 681 · 682 · 683 · 684 · 685 · 687 · 688 · 689 · 690 · 691 · 692 · 695 · 696 · 699 · >>>
Verdwenen brugnummers: 625 (afgebroken brug Sam van Houtenstraat), 640, 644, 645, 646, 647, 648, 650, 672 (duiker Cornelis Lelylaan, Rembrandtpark), 694, 698.
Nooit gebouwd: 649, 680 (nooit gebouwde brug Sloterplas).
Brugnummers 641, 642, 654, 686, 693, 694 en 697 zijn onbekend.